# Comitatul Camrose, Alberta
Comitatul Camrose din provincia Alberta, Canada  este un district municipal situat central în Alberta. Districtul se află în Diviziunea de recensământ 10. El se întinde pe suprafața de 3,320.61 km2  și avea în anul 2011 o populație de 7,721 locuitori.
Cities Orașe
- Camrose

Towns Localități urbane
- Bashaw

Villages Sate
- Bawlf
- Bittern Lake
- Edberg
- Ferintosh
- Hay Lakes
- Rosalind

Summer villages Sate de vacanță
--
Hamlets, cătune
- Armena
- Duhamel
- Kelsey
- Kingman
- Meeting Creek
- New Norway
- Ohaton
- Pelican Point
- Round Hill
- Tillicum Beach

Așezări
- Ankerton
- Barlee Junction
- Battle
- Braim
- Campbelton
- Demay
- Dinant
- Dorenlee
- Dried Meat Lake
- Edensville
- Ervick
- Ferlow Junction
- Grouse Meadows
- Kiron
- Mccree Acres
- Meldal Subdivision
- Miquelon Acres
- Paradise Resort
- Sherman Park Subdivision
- Twomey
- Viewpoint
- Woodridge Heights

1. 1 2  Population and dwelling counts, for Canada, provinces and territories, and census subdivisions (municipalities), 2016 and 2011 censuses – 100% data (în engleză), 20 februarie 2019